# 笙
笙（しょう）は、雅楽の管楽器の一つ。自由簧に属する。

## 概要

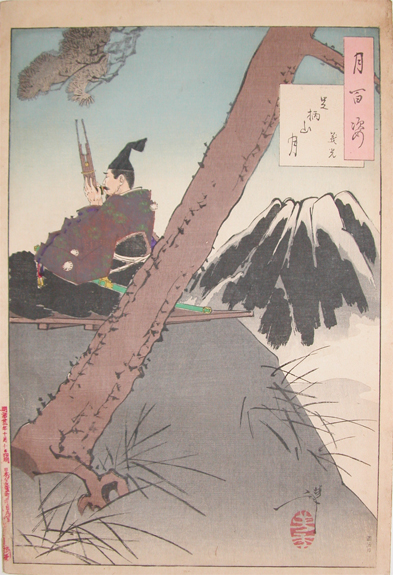
笙を吹く源義光を描いた『足柄山月』 月岡芳年「月百姿」

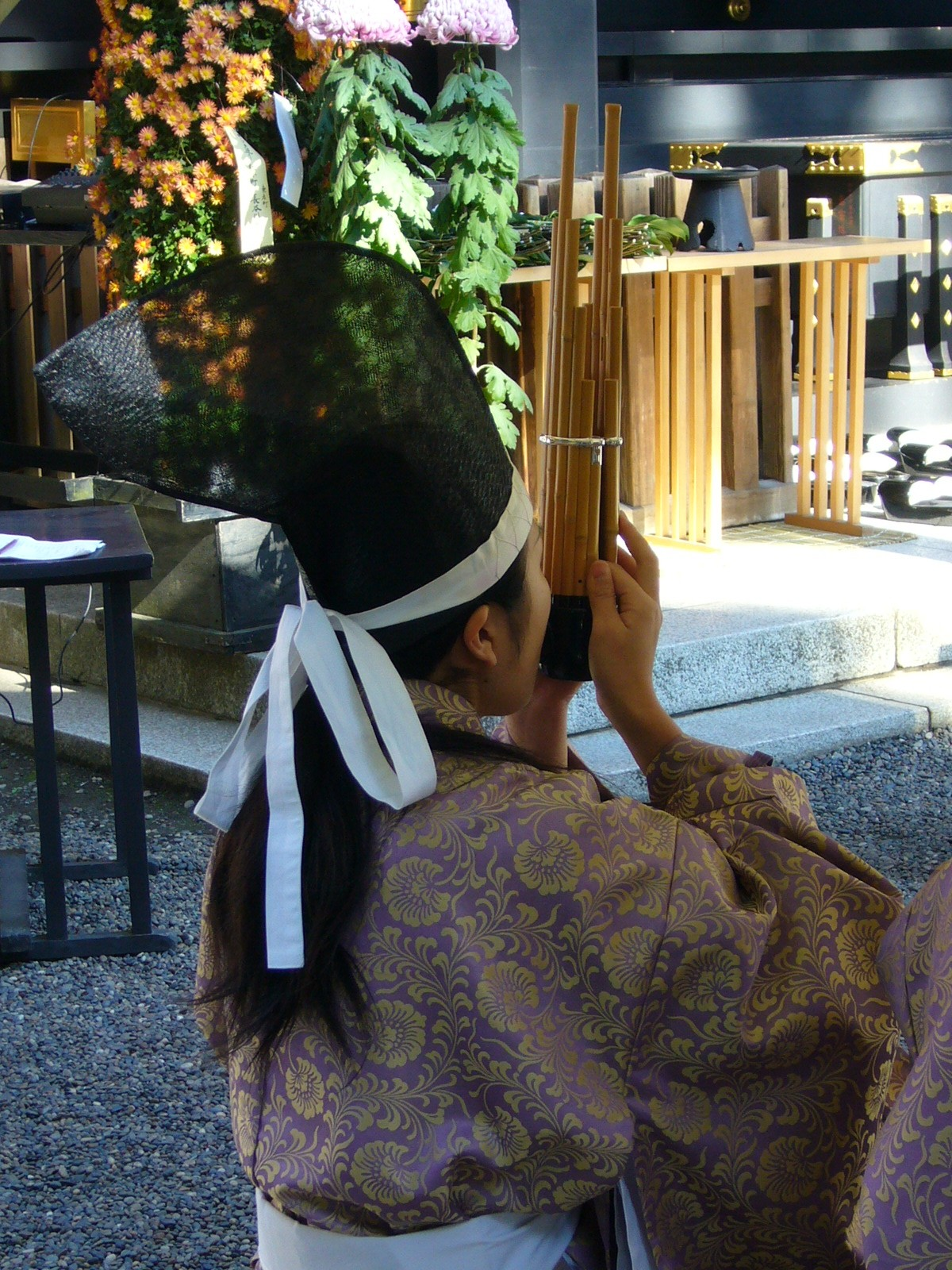
笙の演奏

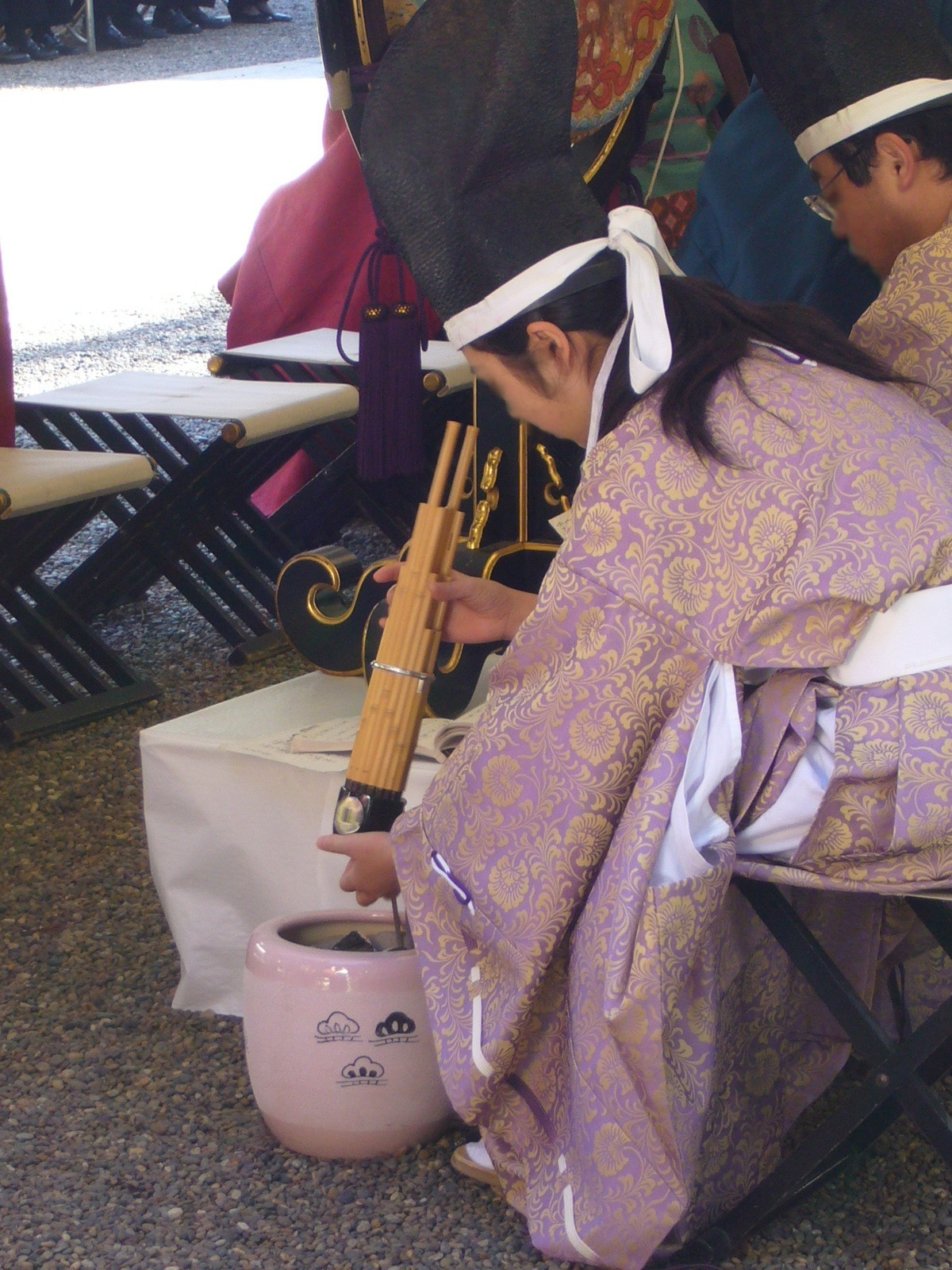
笙を焙じる（笙を炭火で暖める）

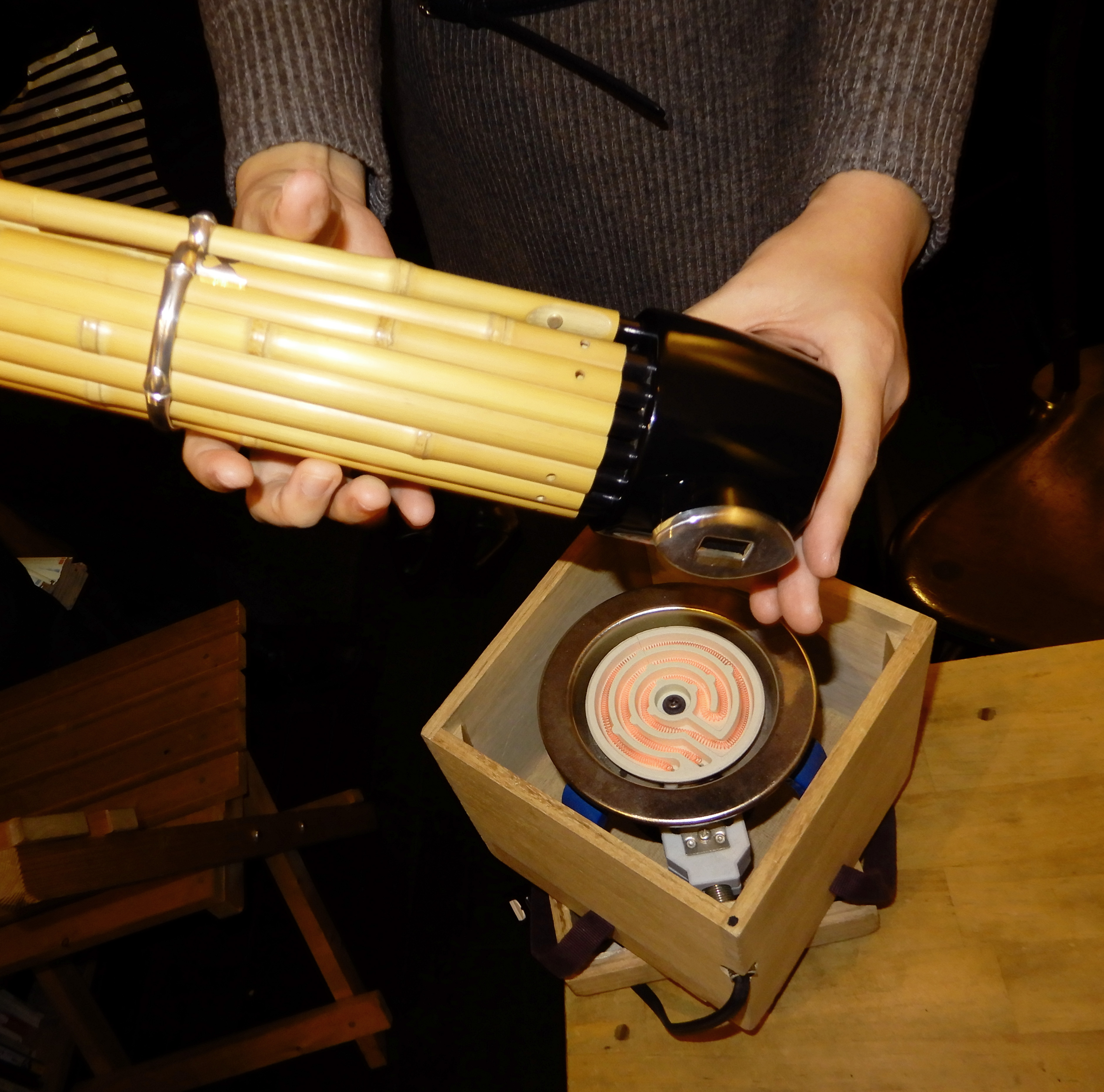
携帯用の笙専用の電気コンロ

匏（ほう)と呼ばれる部分の上に17本の細い竹管を円形に配置し、竹管に空けられた指穴を押さえ、匏の横側に空けられた吹口に息を吸ったり吐いたりして、17本のうち原則15本の竹管の下部に付けられた金属製の簧（した：リード）を振動させて音を出す。
構造上、楽器の内部が呼気によって結露しやすい。楽器が冷えたまま息を吹き込んだり、そのまま演奏し続けた場合、簧に水滴が付いて音高が狂い、やがて音そのものが出なくなる。そのため、演奏前や間に火鉢やコンロなどに楽器をかざして、楽器及び内部の空気を暖める（「笙を焙じる」）ことが必要不可欠である。
音程は簧の固有振動数によって決定し、竹管で共鳴させて発音する。竹管には屏上（びょうじょう）と呼ばれる長方形の穴があり、共鳴管としての管長は全長ではなくこの穴で決まる。そのため見かけの竹管の長さと音程の並びは一致しない。屏上は表の場合と裏の場合があるが、表の場合は装飾が施されている。指穴を押さえていない管で音が出ないのは、共鳴しない位置に指穴が開けられているためである。
吸っても吹いても同じ音が出せるので、他の吹奏楽器のような息継ぎが不要であり、同じ音をずっと鳴らし続けることもできる（呼吸を替える時に瞬間的に音量が低下するのみ）。
押さえる穴の組み合わせを変えることで、基本的なものだけで11種類の合竹（あいたけ）と呼ばれる和音を出すことができる。通常の唐楽では基本の合竹による奏法が中心であるが、催馬楽、朗詠では一竹（いっちく：一本吹きともいう）と称して単音で旋律を奏する。また音取や調子では合竹と一竹の両者を併用し、その際特殊な合竹も用いる。高麗楽では用いられない。
笙の調律の際には、簧におもりとして蜜蝋と松脂の混合物を付け、その量を調節する。笙の簧には、青石（しょうせき）といって、孔雀石を硯ですった液が塗られている。これを塗る理由としては、簧の切り溝の隙間を埋め、息漏れを防ぐためと、水分を分散し蒸散を促進させるためという2つの点が挙げられる。
笙に使われる竹は、本来は茅葺家屋の屋根裏で長期間囲炉裏の煙で燻されたもの（煤竹）が使われており、そのような家が解体されるときに、楽器製作者が貰い受けているが、そのような家屋自体が激減し、材料難となっている。そのため近年作られる笙のうち大部分は白竹で作られた笙であり、価格も煤竹のものの方が白竹のものよりはるかに高く、人工煤竹で作られた笙もある。
竹管はばらけないように金属製（多くは銀や真鍮）の帯で束ねられている。その帯は単なる輪でなく竹をあしらった彫刻がされている。また帯が切り口に直接当たる最も短い千・也・言の3本の竹管には、竹管上部を保護する逆輪（さかわ）という金属（多くは銀や真鍮）のキャップが取り付けられている。
日本には奈良時代ごろに雅楽とともに伝わってきたと考えられている。その形は翼を立てて休んでいる鳳凰に見立てられることから、笙は別名として鳳笙（ほうしょう）とも呼ばれる。
雅楽における笙の楽譜は、合竹の名前を順に並べたものとなっており、笙の唱歌は合竹の名前と篳篥の旋律に近い音程で歌われる。
なお、平安時代の「基経」を笙の「楽祖」とする。「基経」とは、『続群書類従』管弦部所蔵の「鳳笙師伝相承」によれば、藤原基経のことで、その後楽人である豊原家に継承されるが豊原時延・時光父子が源頼義及び息子の源義家・義光に伝授され、後に義光が時光の嫡男である時元に返り伝授されたことが記されている。それを意識したのか、足利尊氏も若い頃から笙を習得し、観応の擾乱後に尊氏に擁立された後光厳天皇も尊氏に倣って尊氏の師である豊原龍秋から笙を習得し、その後歴代天皇の間でも笙を演奏するようになった。また、尊氏を祖とする足利将軍家でも笙は将軍家の象徴（レガリア）とみなされていた。
笙は雅楽だけでなく、明治期の宮城道雄以来、現代邦楽にも自由に使われるようになった。
西洋音楽においても使用例が多い（現代雅楽も参照）。また現代ではクラシック音楽の作曲家によって管弦楽や室内楽の中で、あるいは声楽の伴奏楽器として活用されることもある。クロード・ドビュッシーの和音は笙の影響がみられるという説もある。笙の合竹は西洋音楽からすると不協和音となるが、雅楽調律（順八逆六／三分損益法／ピタゴラス音律）の場合、むしろ澄んだ音色に聞こえる。ジョン・ケージの晩年の作品の「One9」や「Two3」なども笙のために書かれている。
古代中国の八音では、笙は「匏」に属する。また中国には北京語でション(shēng)、広東語でサンという、同じ「笙」の字を書く楽器がある。これは日本の笙より大型で、音域は日本の笙の倍以上あり、素早い動きにも対応している。もともと奈良時代に日本に伝わった時点では、日本の笙もパイプのような吹き口が付属していたが、現在ではそれを外し、直接胴に口を当てて演奏する形に変わっている。
朝鮮にも、伝統音楽に用いられる楽器として、見た目も発音原理も日本の笙とほぼ同様の笙簧（センファン、생황）という楽器があるが、音の配列が異なることや、朝鮮の伝統音楽においては、日本の笙の合竹のように5～6音を同時に鳴らすのではなく、単音の旋律を奏するか、複数音を同時に鳴らすとしても2～3音程度であることなどが日本の笙と異なる点である。
ラオス、タイ東北部では笙と同じ原理のケーンという楽器があり、一説では、これが中国の笙の原型であると言われる。

## 竹の順番
音程は竹の長さとは無関係で、吹き口から向かって右側から時計回りに、以下の通りとなる。竹の長さの順位と押さえる指も併せて示す。
| 名称           | 千   | 十     | 下   | 乙   | 工      | 美      | 一   | 八   | 也          | 言   | 七   | 行     | 上     | 凢   | 乞      | 毛          | 比   |
| 読み           | せん | じゅう | げ   | おつ | く      | び      | いち | はち | や          | ごん | しち | ぎょう | じょう | ぼう | こつ    | もう        | ひ   |
| 近似音         | F#6  | G5     | F#5  | E5   | C#5     | G#5     | B4   | E6   | (G6/A#5)    | C#6  | B5   | A5     | D6     | D5   | A4      | (D#5/F5)    | C6   |
| 十二律         | 下無 | 双調   | 下無 | 平調 | 上無    | 鳧鐘    | 盤渉 | 平調 | (双調/鸞鏡) | 上無 | 盤渉 | 黄鐘   | 壱越   | 壱越 | 黄鐘    | (断金/勝絶) | 神仙 |
| 竹の長さの順位 | 5    | 4      | 3    | 2    | 1       | 2       | 3    | 4    | 5           | 5    | 4    | 3      | 2      | 1    | 2       | 3           | 4    |
| 押さえる指     | R1   | R1     | R2   | R2   | R1/[L1] | L1/[R1] | L1   | L1   | (L1)        | L1   | L2   | L3     | L4     | L4   | L4/[R4] | (R3/R4)     | R2   |

- 笙の管名及び合竹名の「行」は「彳」と略されることもある。
- 竹の長さの順位は、1(最長)・2・3・4・5(最短)と長い順に数字で示している。すなわち、最も長いものは工と凢、最も短いものは千と也と言、他はその中間で、全部で5段階になっており、鳳凰の姿に見立てられる形となっている。正倉院の笙には、比も短くして千・也・言と同じ長さにしたものもある。
- 押さえる指は、L(左手)・R(右手)、1(親指)・2(人差し指)・3(中指)・4(薬指)で示しており、原則計6本を用いる。
  - 右手人差し指(R2)は千・比の竹の間の隙間に入れ、下・乙は内側から押さえ、比は指の裏で押さえる。
  - 左手人差し指(L2)の担当する七、左手中指(L3)の担当する行は、指孔が上の方にあるので指を伸ばしたまま押さえる。
  - 1本の指では原則1管のみを押さえる（特に古典曲では必ずそうする）が、現代音楽や西洋音楽系の曲等では、原則の運指の他、演奏の都合上時として角カッコで示された運指が用いられることもあり、また時には同一指で2管同時に押さえることもある。
- 也・毛は、正倉院の笙(奈良時代の笙)では簧（した）が付けられていたが、現行の笙では通常簧が付けられておらず無音であり、外観を整えるために竹が残されている。この也・毛から「野暮」という言葉が発生したという説もある。伝来当初は也はG6、毛はD#5であったが、雅楽の六調子で必要がないため使用されなくなった。中世には也・毛の竹の別の利用法として、麝香を納めることも行われた。現代音楽や西洋音楽系の曲等では也をA#5、毛をF5として簧を付けた特別仕様の笙が使われることもある。
- 笙についての古い文献には以上の17本の竹の他に、「卜（ぼく）」「斗（と）」という名前の竹について記述されていることがある。日本の笙の元となったあるいは音律的に非常に近い関係にある、中国の唐時代や宋時代の笙では、19管の笙や、「義管笙」といって、17管の他に2本差し替え用の特別な竹を持つものが存在したようであり、前者の17管笙より2本多い分や、後者の差し替え用の竹が卜・斗で、卜はF5(勝絶)、斗はA#5(鸞鏡)であったとされる。中国の宋時代の19管笙では、竹管の配列が「千十下乙卜工美一八也言七斗行上凢乞毛比」に相当するものとなっていたとされる。正倉院に3個残されている笙はいずれも17管であるが、その竹の中にも差し替え用(義管)の卜・斗と見られるものがある。
- 笙の管名の譜字は、琵琶（楽琵琶）の譜字と同源とされている。正倉院の笙3個・竽3個のうち、笙2個・竽2個には管名の墨書があるが、その管名は古体で、現在の管名の字体とは異なるものが多い。その古体と今体の対応は次の通り。実際には笙2個・竽2個の全ての管に書かれているわけではなく、書かれていなかったり、表と異なる字が書かれている例も一部ある。

| 古体（正倉院の墨書） | ム | 十 | ス | L  | ユ | 乙 | 一 | 八 | ヤ | 〻 | 七 | リ | 丄 | 几 | レ | ネ | ヒ |
| 今体（現行）         | 千 | 十 | 下 | 乙 | 工 | 美 | 一 | 八 | 也 | 言 | 七 | 行 | 上 | 凢 | 乞 | 毛 | 比 |

## 合竹
伝統曲で使われる笙の和音を合竹といい、基本的には以下の11種類がある。
| 合竹名     | 構成音                                            |
| ---------- | ------------------------------------------------- |
| 乞         | 乞(A4)、乙(E5)、行(A5)、七(B5)、八(E6)、千(F#6)   |
| 一         | 一(B4)、凢(D5)、乙(E5)、行(A5)、七(B5)、千(F#6)   |
| 工         | 工(C#5)、凢(D5)、乙(E5)、美(G#5)、行(A5)、七(B5)  |
| 凢         | 凢(D5)、乙(E5)、行(A5)、七(B5)、八(E6)、千(F#6)   |
| 乙         | 乙(E5)、行(A5)、七(B5)、上(D6)、八(E6)、千(F#6)   |
| 下         | 下(F#5)、美(G#5)、行(A5)、七(B5)、上(D6)、千(F#6) |
| 十         | 下(F#5)、十(G5)、行(A5)、七(B5)、上(D6)、八(E6)   |
| 十（双調） | 十(G5)、行(A5)、七(B5)、上(D6)、八(E6)            |
| 美         | 美(G#5)、行(A5)、七(B5)、比(C6)、上(D6)、千(F#6)  |
| 行         | 行(A5)、七(B5)、上(D6)、八(E6)、千(F#6)           |
| 比         | 行(A5)、七(B5)、比(C6)、上(D6)、八(E6)、千(F#6)   |

「十（双調）」は双調の曲のみに用いられる。「十（双調）」と「行」は5音で構成され、他は6音で構成されている。「十」と「比」を除き、構成音のうち最も低い音の管名が合竹名となっている。行と七の音は全ての合竹で用いられ、逆に言(C#6)の音は上の表のどの合竹にも入っていない。
現行の雅楽の演奏では、合竹を変える際には全部の指を一度に移し替えるのではなく「手移り」と呼ばれる一定の順序に従って行われる。
音取や調子等では、以下の表のような合字による特殊な合竹（乙の合竹に含まれる八を美・言に変えた2パターンと、凢の合竹に含まれる八を同様に美・言に変えた2パターンの、合計4パターン）や、ある2音を引き延ばした上で残りの4本の指で基本合竹を可能な範囲で合成して構成された和声、また合竹ではないが「凢彳」の合字（凢と行の2音同時を表す）等が用いられる場合もある。
| 特殊合竹 | 構成音                                           |
| -------- | ------------------------------------------------ |
| 乙美     | 乙(E5)、美(G#5)、行(A5)、七(B5)、上(D6)、千(F#6) |
| 乙言     | 乙(E5)、行(A5)、七(B5)、言(C#6)、上(D6)、千(F#6) |
| 凢美     | 凢(D5)、乙(E5)、美(G#5)、行(A5)、七(B5)、千(F#6) |
| 凢言     | 凢(D5)、乙(E5)、行(A5)、七(B5)、言(C#6)、千(F#6) |

### 分析例
江戸時代の田安宗武の『楽曲考』などでは、唐代の俗楽の1均の七声の律以内で構成するのを原則としているとし、次のように分析している。ここで現行の日本の笙の合竹は、太簇均の和声が中心となっている。
| 合竹名     | 宮   | 徴   | 商   | 羽   | 角   | 変宮 | 変徴 | 均外 | 均         |
| ---------- | ---- | ---- | ---- | ---- | ---- | ---- | ---- | ---- | ---------- |
| 乞         | 乞行 | 乙八 | 七   | 千   |      |      |      |      | 南呂均宮   |
| 一         | 凢   | 行   | 乙   | 一七 | 千   |      |      |      | 太簇均羽   |
| 工         | 凢   | 行   | 乙   | 七   |      | 工   | 美   |      | 太簇均変宮 |
| 凢         | 凢   | 行   | 乙八 | 七   | 千   |      |      |      | 太簇均宮   |
| 乙         | 上   | 行   | 乙八 | 七   | 千   |      |      |      | 太簇均商   |
| 下         | 上   | 行   |      | 七   | 下千 |      | 美   |      | 太簇均角   |
| 十         | 十   | 上   | 行   | 八   | 七   | 下   |      |      | 林鐘均宮   |
| 十（双調） | 十   | 上   | 行   | 八   | 七   |      |      |      | 林鐘均宮   |
| 美         | 上   | 行   |      | 七   | 千   |      | 美   | 比   | 太簇均変徴 |
| 行         | 上   | 行   | 八   | 七   | 千   |      |      |      | 太簇均徴   |
| 比         | 比   |      | 上   | 行   | 八   | 七   | 千   |      | 黄鐘均宮   |

田辺尚雄らは、半音隣接を含まない乞・一・凢・乙・行・十（双調）の6種は協和音的であり、半音隣接を含む工・下・十・美・比の5種（うち工・美の2種は半音隣接を2ヶ所含む）は不協和音的であると分析した。

### 現行の合竹以外
『體源抄』などの古文献には、「笙笛相竹」と称して次のような一見合竹に似た2音から7音までのものが挙げられている。それには現在の通常の笙で音の出る15管の名前が付いているが、美と言の内容は同じとなっている。
| 笙笛相竹 | 構成音                                                    |
| -------- | --------------------------------------------------------- |
| ×千      | 乞(A4)、凢(D5)、乙(E5)、下(F#5)、美(G#5)、行(A5)、千(F#6) |
| ×十      | 十(G5)、美(G#5)、行(A5)、七(B5)、上(D6)、八(E6)           |
| ×下      | 一(B4)、下(F#5)、美(G#5)、行(A5)、七(B5)、言(C#6)         |
| 乙       | 乞(A4)、乙(E5)、七(B5)、八(E6)                            |
| 工       | 工(C#5)、凢(D5)、美(G#5)、行(A5)、七(B5)                  |
| ×美      | 凢(D5)、下(F#5)、美(G#5)、行(A5)、七(B5)、言(C#6)         |
| ×一      | 一(B4)、凢(D5)、下(F#5)、美(G#5)、行(A5)、七(B5)、        |
| ×八      | 乙(E5)、美(G#5)、行(A5)、七(B5)、八(E6)、千(F#6)          |
| ×言      | 凢(D5)、下(F#5)、美(G#5)、行(A5)、七(B5)、言(C#6)         |
| 七       | 凢(D5)、十(G5)、美(G#5)、行(A5)、七(B5)                   |
| 行       | 凢(D5)、美(G#5)、行(A5)、千(F#6)                          |
| ×上      | 十(G5)、美(G#5)、行(A5)、七(B5)、上(D6)、千(F#6)          |
| ×凢      | 工(C#5)、凢(D5)、美(G#5)、行(A5)、七(B5)、千(F#6)         |
| ×乞      | 乞(A4)、乙(E5)、美(G#5)、行(A5)、七(B5)、八(E6)、千(F#6)  |
| 比       | 比(C6)、上(D6)                                            |

しかしこの「笙笛相竹」は、和音として見た場合、そもそも（少なくとも現行の標準運指で、同一指で複数の管を同時に押さえないという前提では）演奏不可能なものが半分以上を占めており（×印を付けたものが該当。同一指で押さえるはずの千十・千工・下乙・八美・一美・一言・美言・凢乞が混入しているため）、演奏可能なものの中でも5音以上から成るものは工・七の2つしかないことなどからして、これについて林謙三は、合竹のように演奏するための和音というよりも、「管と管の律の関係のあるものを吹き比べて音を調べるかどうかの用を持つにすぎない」としている。
『楽曲考』では、現行の合竹の他、現在の通常の笙で簧が付けられていない毛や、義管として用いた卜・斗を主とする合竹を、「毛以下三管の合竹、今伝へず、伝ふる処の合竹の法によて是を製す」として復元試作しており、ここで『楽曲考』では、卜は工、斗は言の代わりに挿入されるとしている。またこれに関連して、林謙三は各均の合竹の試案を作成しており、その中で毛・卜に当たる合竹も作成している。
| 合竹名        | 構成音                                            |
| ------------- | ------------------------------------------------- |
| 毛（楽曲考）  | 毛(D#5)、乙(E5)、美(G#5)、行(A5)、七(B5)、千(F#6) |
| 毛（林謙三）  | 毛(D#5)、乙(E5)、行(A5)、七(B5)、言(C#6)、千(F#6) |
| 卜（楽曲考）  | 卜(F5)、行(A5)、七(B5)、比(C6)、上(D6)、千(F#6)   |
| 卜（林謙三1） | 卜(F5)、行(A5)、七(B5)、比(C6)、上(D6)、也(G6)    |
| 卜（林謙三2） | 卜(F5)、行(A5)、比(C6)、上(D6)、也(G6)            |
| 斗（楽曲考）  | 行(A5)、斗(A#5)、七(B5)、比(C6)、上(D6)、千(F#6)  |

また『楽曲考』の毛・卜・斗の合竹を上の分析例の表と同様に分析してまとめると次のようになる。
| 合竹名 | 宮 | 徴 | 商 | 羽 | 角 | 変宮 | 変徴 | 均外 | 均         |
| ------ | -- | -- | -- | -- | -- | ---- | ---- | ---- | ---------- |
| 毛     | 行 | 乙 | 七 | 千 |    | 美   | 毛   |      | 南呂均変徴 |
| 卜     | 卜 | 比 |    | 上 | 行 |      | 七   | 千   | 仲呂均宮   |
| 斗     | 斗 |    | 比 |    | 上 | 行   |      | 七千 | 無射均宮   |

## 音取・調子等の笙譜における演奏指示
- 合竹（あいたけ） - 合竹で奏する。
- 一竹（いっちく） - 一竹で奏する。
- 延留（のべとどめる） - 音を延ばしてフェードアウトする。
- 具（ぐす） - 演奏している音にさらに、この字が下に書かれている指穴を押えて音を加える。
- 打（うつ） - 指穴を押えて、すぐに離す。
- 叩（たたく） - 指穴を押えて離す。「打」よりも少し長い時間、穴を押える。
- 残（のこる） - 略字「戈」とも。直前の和音から、この文字の記された音のみ残して奏する。
- 移（うつる） - 直前まで奏していた音から、この文字の記された音に変える。
- 拾（ひろう） - この文字のある音まで、一音ずづ順に奏する。
- 放（はなつ） - この文字の指穴から指をはなして、音を減らす。
- 捨（すつる） - この文字の指穴から指をはなして音を減らし、他の音に移る。
- 乍（ながら） - 他の音に移るとき、前の音に関係なく奏しながら、次の音を加えて奏する。
- 次第（しだい） - だんだん他の音を順に加えて奏する。
- 押（おす） - 指穴を押える。
- 火（か） - 強く吹く。他の楽器でも「火」の符号はあり、「火急」（素早く行う）の意で用いられているが、笙では意味が異なっている。
- 絶（たえる） - 「絶音」とも。本来は吹ききって音が中絶するという意味であり、黄鐘調・盤渉調の音取に見られるが、この符号は古譜の名残であり、現行では機能していない。
- 以上の他、平調調子に「青蛉返」、盤渉調調子に「千段治音」の演奏指示が見られるが、これらは現代では既にどのような奏法を意味していたのか不明となっており、現行の演奏では無視されている。

## 著名な笙奏者
- 真鍋尚之
- 宮田まゆみ
- 石川高
- カニササレアヤコ

## 笙製作者
- 鈴木治夫 - 東京で唯一の笙職人。雅楽だより編集者。[10][11]

## 関連文献
- 豊永聡美『中世の天皇と音楽』吉川弘文館　2006年、オンデマンド版　2022年　ISBN　9784642728607